# Lāk Tarāsh
Lāk Tarāsh (persiska: لاكتِراش, لاك تراش) är en ort i Iran.   Den ligger i provinsen Mazandaran, i den norra delen av landet, 220 km öster om huvudstaden Teheran. Lāk Tarāsh ligger 687 meter över havet och antalet invånare är 473.
Terrängen runt Lāk Tarāsh är kuperad. Runt Lāk Tarāsh är det ganska tätbefolkat, med 72 invånare per kvadratkilometer. Närmaste större samhälle är Behshahr, 16,3 km norr om Lāk Tarāsh. Trakten runt Lāk Tarāsh består till största delen av jordbruksmark.